# Frank Rutherford
Frank Garfield Rutherford, Jr. (ur. 23 listopada 1964) – bahamski lekkoatleta specjalizujący się w trójskoku, trzykrotny uczestnik letnich igrzysk olimpijskich (1988, 1992, 1996), pierwszy w historii medalista olimpijski z Bahamów (Barcelona 1992). Za swoje osiągnięcia w 2003 r. odznaczony został Orderem Imperium Brytyjskiego.

## Finały olimpijskie
- 1992 – Barcelona, trójskok – brązowy medal
- 1996 – Atlanta, trójskok – XI miejsce

## Inne sukcesy sportowe
- 1986 – Santiago de los Caballeros, igrzyska Ameryki Środkowej i Karaibów – srebrny medal[3]
- 1987 – Indianapolis, halowe mistrzostwa świata – brązowy medal
- 1987 – Indianapolis, igrzyska panamerykańskie – brązowy medal
- 1992 – Turyn, finał Grand Prix IAAF – II miejsce[4]
- 1992 – Hawana, Puchar Świata – II miejsce
- 1999 – Bridgetown, mistrzostwa Ameryki Środkowej i Karaibów – srebrny medal
- halowy mistrz Stanów Zjednoczonych – 1991[5]
- złoty medalista mistrzostw Bahamów[6]
- trzykrotny mistrz NCAA[7][8]

## Rekordy życiowe
- trójskok – 17,41 – São Paulo 17/05/1992
- trójskok (hala) – 17,09 – Oklahoma City 14/03/1987 (rekord Bahamów)